# Rádio AuriVerde
Rádio AuriVerde é uma emissora de rádio brasileira sediada em Bauru, município do estado de São Paulo. Opera no dial FM, na frequência 97,5 MHz, originada da migração da antiga AM 760 kHz. Além da transmissão convencional, também mantém presença digital por meio de transmissões ao vivo em seu canal oficial no YouTube.

## História
A Rádio Auri-Verde iniciou as atividades no feriado de 7 de setembro de 1956, em 760 AM. Foi a segunda emissora de rádio em Bauru, sendo a primeira a Bauru Rádio Clube, que iniciou em 1934. Foi uma das importantes emissoras da região Centro-Oeste Paulista, que contava com apenas 15 funcionários, com grande parte da programação focada na prestação de serviço, além da programação esportiva. Em 1987, o segundo proprietário da emissora, o publicitário Afonso Vianna, morreu aos 80 anos, vitima de acidente de carro em Paty do Alferes, interior do Rio de Janeiro.
Um dos programas mais antigos da Rádio Auri-Verde em 30 anos foi o programa Super Manhã Colorida, apresentado por João Costa. Outros principais locutores da região que também passaram pela emissora: Jorge Bongiovanni (Variedades Musicais), Zezinho Trinta (Programa Sertanejo), Gisela Nardele e Guilherme Dias (Auri-Verde Notícias) e Paulo Roberto (Programa Lá no Meu Sertão).
Em 2014, a emissora solicitou a migração AM-FM, mesmo com sua audiência fiel de muitos anos, a emissora estava com crise financeira, mas estavam dispostos, pois com a migração, a emissora poderia se salvar financeiramente. Em setembro de 2017, a emissora não teve como sustentar e acabou demitindo todos os seus funcionários, até mesmos os mais antigos da emissora. Depois do acontecimento, Alexandre Pittoli, assume a direção da emissora e confirma a afiliação á Jovem Pan News. A estreia ocorreu no dia 9 de outubro do mesmo ano. No dia 1 de junho de 2018, a emissora conclui a migração AM-FM de forma definitiva para os FM 97,5 MHz.
Com a afiliação com a Jovem Pan News, a rádio passa a adotar uma postura alinhada com a direita similar à rede em suas pautas, mas com relativo destaque próprio. No dia 3 de junho de 2022, o radialista Alexandre Pittoli proferiu ofensas a mãe da prefeita de Bauru Suéllen Rosim, onde comparou o seu cabelo com uma carapuça. Após a repercussão, o radialista disse em seu Instagram que a declaração foi "infeliz e desnecessária". Em 28 de setembro de 2022, a rádio entrevistou a senadora e candidata a vice-presidente Mara Gabrilli. Na entrevista, a senadora fez comentários sobre uma suposta ligação do candidato a presidência Luiz Inácio Lula da Silva ao assassinato de Celso Daniel. No dia 10 de outubro, o TSE determinou a remoção do vídeo com a entrevista no YouTube e determinou direito de resposta a Lula, publicado e transmitido pela emissora. A emissora passa a ser relacionada pelo TSE com disseminação de notícias falsas com intuito de engajar com a audiência.
Em 2023, a Jovem Pan News Bauru tem o canal do YouTube desmonetizado em virtude do conteúdo divulgado no canal, obrigando a afiliada a pedir doações via pix para manter as transmissões. Em 23 de outubro de 2023, o Grupo Jovem Pan encerrou sua parceria com a Rádio Auri Verde 97.5 FM devido a desacordos editoriais, resultando no desligamento da Rádio Jovem Pan News Bauru 97.5 FM da rede de afiliadas da Jovem Pan News.Após o rompimento, a emissora passou a adotar uma linha editorial ainda mais alinhada ao bolsonarismo, sendo descrita pela Folha de S.Paulo como uma "porta-voz do bolsonarismo".